# RK Zaječar
Ženski rukometni klub Zaječar; ŽRK Zaječar; (serbs. Женски рукометни клуб Зајечар) serbski klub piłki ręcznej kobiet powstały w 1949 z siedzibą w mieście Zaječar. Klub występuje w rozgrywkach serbskiej Superligi kobiet.

## Sukcesy

### krajowe
- Mistrzostwa Serbii:
  -  2010, 2011, 2012
- Puchar Serbii:
  -  2010, 2011, 2012

## Kadra 2012/13
- Jessica Alonso
- Begoña Fernández
- Marta Mangué
- Maja Zebić
- Tereza Pîslaru